# Champsocephalus esox
Champsocephalus esox is een straalvinnige vissensoort uit de familie van krokodilijsvissen (Channichthyidae). De wetenschappelijke naam van de soort is voor het eerst geldig gepubliceerd in 1861 door Albert Günther.
Het specimen dat Günther beschreef was afkomstig uit Port Famine, een baai aan de noordkust van Straat Magellaan (in Chili bekend als Puerto del Hambre, ongeveer 60 km ten zuiden van Punta Arenas).